# 分別と多感 (2008年のテレビドラマ)
『分別と多感』（英語: Sense and Sensibility）は、ジェイン・オースティンの1811年に発表した小説『分別と多感』を原作とした2008年のイギリステレビドラマである。脚本はアンドルー・デイヴィスが担当して、シリーズ制作の目的は視聴者に李安が1995年に監督した映画『いつか晴れた日に』を忘れさせることであるのを表明した。このドラマの監督はジョン・アレクサンダーが担当して、アン・ピヴセヴィッチはプロデュースした。ハティ・モラハンとチャリティー・ウェイクフィールドは、エリノア・ダッシュウッドとマリアンヌ・ダッシュウッドをそれぞれ演じた。

## あらすじ

### 第一話
ヘンリー・ダッシュウッドは死ぬ前に、全財産とノーランド・パーク邸宅を息子のジョンに譲る。ジョンは、継母メアリー・ダッシュウッドと、異母の姉妹のエリノア、マリアンヌ、マーガレットの面倒を見るのを約束する。しかし、ジョンの妻ファニーは、夫が当初意図した生活費をはるかに削減するよう、彼を説得する。邸宅はすでにジョンに属しているので、母と娘たちはノーランド・パークを離れねばならない。ファニーの弟、エドワード・フェラーズが訪ねてきて、彼はすぐにエリノアと友達になる。ダッシュウッド夫人はエドワードが長女と婚約することを望んでいるが、ファニーは彼の母親が結婚を承認しないだろうと彼女に知らす。ダッシュウッド夫人はいとこのジョン・ミドルトン卿から、彼の私有地、バートン・パークにある小別荘を提供する内容の手紙を受けて、娘たちと共にノーランドを離れる。バートン・パークの歓迎晩餐会の際に、ミドルトン卿はダッシュウッド母娘に妻ミドルトン夫人、義母ジェニングス夫人および家族の友人であるブランドン大佐を紹介する。ブランドンはすぐにマリアンヌに恋に落ちるが、マリアンヌは彼が年を取りすぎると思う。マリアンヌはマーガレットと一緒に散歩するが、突然転んで足首をくじいてしまう。彼女は若い男に助けられ、彼にコテージまで連れ戻される。若者はジョン・ウィロビーと名乗って、翌日マリアンヌを訪問すると告げる。ブランドンも訪ねるが、ウィロビーを見るとすぐにそこを去る。ウィロビーとマリアンヌは、詩への愛情を通して親密になり、後に彼は彼女の髪の房を取る。ダッシュウッド夫人とエリノアは、彼らが密かに婚約したと推測する。

### 第二話
ブランドンはダッシュウッドとミドルトンをデラフォードの屋敷のパーティーに招待するが、人々が屋敷へ向かう前に、彼は緊急なことでロンドンへ行く。ウィロビーはダッシュウード夫人とマリアンヌにの個人的な謁見を求めて、ダッシュウッドとマリアンヌは、彼がプロポーズするのを期待するようなる。しかし、ウィロビーは、叔母が彼をロンドンに行かせることを明らかにし、少なくとも1年間はデボンシャーに戻ることができないと告げる。ウィロビーが去って、間もなくエドワードがやってきて、ダッシュウッズは彼がしあわせではなくて態度がよそよそしいことに気づく。ジェニングス夫人の姪、ルーシーとアン・スティール姉妹がバートンパークにやってくる。ルーシーは、ダッシュウッド母娘がフェラーズ家の人と知り合うのを知ったとき、自分とエドワードが4年間婚約している秘密をエリノアに打ち明け、エリノアはその知らせのためくじける。ジェニングス夫人はエリノアとマリアンヌをロンドンでしばらく一緒に過ごすように誘い、マリアンヌはそこでウィロビーに会うことを望む。しかし、彼は彼女を訪ねたり手紙を返信したりしない。パーティーの中に、マリアンヌはウィロビーを見つけたが、彼は彼女を知らぬふりする。エリノアとブランドンは一旦マリアンヌをパーティーの場所から連れてゆく。

### 第三話
マリアンヌは後で、彼が裕福なグレイ嬢と婚約したのに気づいて、ひどく落胆する。ブランドンはダッシュウッド家を訪ねて、エリノアに、ウィロビーがブランドンの若い被保護者エリザ・ウィリアムズを誘惑して、エリザが妊娠したら、彼女を見捨てったことを話す。あとでエリザはウィロビーの子供を産んだのだ。フェラース夫人は、エドワードがルーシーと婚約している事実を知り、息子が婚約関係を解消しない限り、彼から相続権を奪うと脅す。しかし、エドワードは破婚を拒否する。ブランドンは後でエドワード・フェラースにデラフォードで住む所を提供し、彼はそれを喜んで受け入れる。マリアンヌは嵐と雨の中を歩いて倒れる。ブランドンはマリアンヌを見つけて屋内に戻し、それから彼女は重い熱病にかかってしまう。マリアンヌの回復の間に、ウィロビーはエリノアを尋ねて、話をしようとする。彼は実はマリアンヌを愛し、彼女と結婚するつもりであったが、彼の叔母が彼のエリザにした行動を知った後、甥と縁を切ったので、彼は金持ちの女性と結婚せねばならなかったと強く言い訳した。マリアンヌが回復した後、姉妹は家に戻る。マリアンヌはデラフォードで時間を過ごし始め、最終的にブランドンに恋をする。エリノアはルーシー・スティールがフェラース夫人になったことを知り、彼女とエドワードが結婚したと思い込む。しかし、エドワードはコテージを訪問して、ルーシーがロバートと結婚した事実をダッシュウッド母娘に告げる。エドワードはそれからエリノアに愛を告白して、求婚する。マリアンヌとブランドンと同じく、エドワードとエリノアは結婚に成功する。

## 製作

### 構想と脚色
2005年10月5日に作家アンドリュー・デイヴィスが、ジェイン・オースティンの分別と多感を主要なテレビドラマに翻案する計画がBBCニュースで発表された。デイヴィスは後に、ミニシリーズの目的は、視聴者に李安の1995年映画版を忘れさせることであると述べた。
このドラマのはじめの場面は、ウィロビーがまだ学生であるエリザを誘惑する瞬間を特徴とする。デイビスは、インディペンデントとのインタビューでこれについて詳しく説明し、未成年者の誘惑と放棄の内容は小説から脚色する場合には必要であると述べた。脚本家は、このドラマが以前の脚色よりも「明らかに性的」であると述べ、「小説では社会的慣習と同じくらいセックスや金銭について書いている」と付け加えた。

### キャスト
※括弧内は日本語吹替
- エリノア・ダッシュウッド - ハティ・モラハン（英語版）（牛田裕子）
- マリアンヌ・ダッシュウッド - チャリティー・ウェイクフィールド（英語版）（うえだ星子）
- エドワード・フェラース - ダン・スティーヴンス（野沢聡）
- ブランドン大佐 - デビッド・モリシー
- ジョン・ウィロビー - ドミニク・クーパー（速水秀之）
- メアリー・ダッシュウッド - ジャネット・マクティア
- マーガレット・ダッシュウード - ルーシー・ボイントン
- ジョン・ダッシュウッド - マーク・ゲイティス
- ファニー・ダッシュウッド - クレア・スキナー
- ヘンリー・ダッシュウッド - サイモン・ウィリアムズ
- ジョン・ミドルトン卿 - マーク・ウィリアムス
- ミドルトン夫人 - ロザンナ・ラヴェル
- ジェニングス夫人 - リンダ・バセット
- ルーシー・スティール - アンナ・マデリー
- アン・スティール - デイジー・ハガード
- フェラース夫人 - ジーン・マーシュ
- ロバート・フェラース - レオ・ビル

デイヴィスはキャスティングについて、当初ハティ・モラハンがエリノア・ダッシュウッドの役を担当することに反対したのを明らかにしたものの、モラハンの演技力が好きになったという。モラハンはデイリー・テレグラフの記者に、自分は意図的に『いつか晴れた日に』を見たり、エマ・トンプソンの演技を考えたりしないことを意図的に選んだと述べた。
チャリティー・ウェイクフィールドはマリアンヌ・ダッシュウッドの役割に関するオーディションに通過した。ウェイクフィールドは、自分はマリアンヌの性格を理解しており、二人に共通点が多いとコメントした。ダン・スティーブンスはBBC記者団に、彼が本当にエドワード・フェラースの役を望んでいたことや役創りの挑戦に興奮したと所感を明らかにした。
デビッド・モリシーはエージェントから脚本を受け取って、最初にオースティンの別の翻案物が必要かどうか疑った。しかし、モリシーは台本を読んで、特にデイビスが男性登場人物の特徴を描いたシーンを多く追加したので、台本が「実に素晴らしい」と評価した。ドミニク・クーパーはジョン・ウィロビーの性格を説明して、彼はマリアンヌを心から本当に恋していたと述べた。

### 撮影
『分別と多感』は主にバークシャー、サリー、バッキンガムシャー、デボンの郡で撮影された。撮影は2007年4月に始まり、同年6月上旬まで続いた。デボン北部にある15世紀の小別荘であるブラックプール・ミルはバートン・コテージとして使用された。撮影は5月に8日間小別荘で行われた。

撮影場所
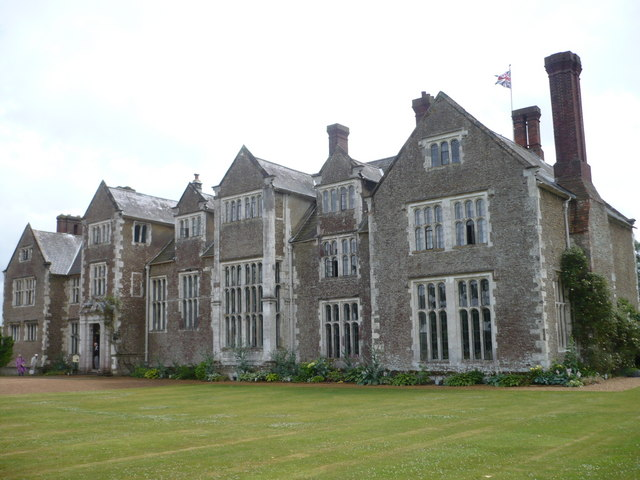
ミドルトン家の邸宅として使用されたローズリー・パーク
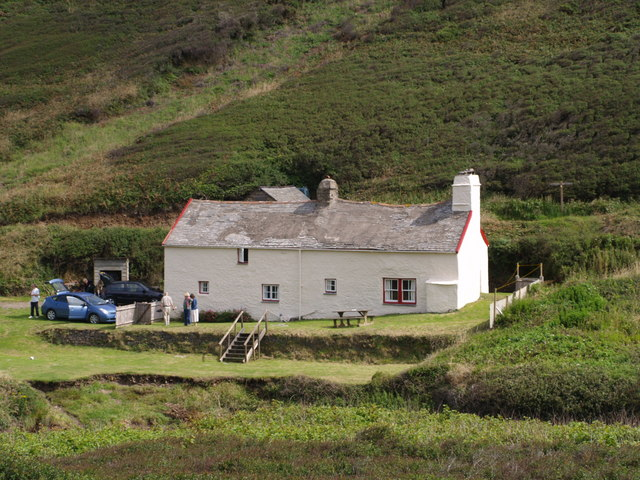
ブラックプール・ミル

## 放送日とホームメディア
『分別と多感』は、イギリスで3つのエピソードとして、2008年1月1日、1月6日、1月13日に放送された。アメリカでこのドラマは、オースティン名作劇場（Austen Masterpiece Theater）の一部としてPBSで放映された。ドラマは2つのエピソードに分割され、2008年3月30日と4月6日に放送された。このドラマはオーストラリアで2008年6月26日から有料放送チャンネルのBBC UKTVで放送された。
このドラマは、2008年1月14日に英国で2枚組のDVDでリリースされた。2枚組のDVDセットには、BBCの『ミスオースティン後悔』、出演者とスタッフの解説とインタビューも含まれていた。

## 評価

### 視聴率
第一話は、英国での最初の放送の際に554万人の視聴者を魅了し、放送時間の視聴率は20％であった。第二話の視聴者数は574万人に増やし、最後のエピソードの場合に676万人であった。

### 受賞とノミネート
ミニシリーズ『分別と多感』は第14回上海テレビ祭で最高テレビ映画およびミニシリーズ部門のモクレン賞にノミネートされ、アレクサンダーはベストテレビ監督賞を、モラハンは最高演技者賞（Best Performance）をそれぞれ受賞した。デイビスは第35回放送プレス・ギルド賞の脚本賞の候補者としてノミネートされ、クラプトンは衣装デザイナー・ギルド賞部門でテレビ映画およびミニシリーズの衣装デザイン部門の受賞者として指名された。マーティン・フィプスはオリジナル・テレビ音楽部門でイギリス・アカデミー・テレビ製作者賞（British Academy Television Craft Award）の受賞者として、またミニシリーズ、テレビ映画および特集番組の作曲部門でクリエイティブ・アーツ・エミー賞の受賞者として指名された。撮影監督ショーン・ボビットは、ミニシリーズ、テレビ映画および特集番組の撮影監督部門でエミー賞にノミネートされた。

## 出展と注釈
1. 1 2  “Sense and Sensibility”. BBC Online.  BBC (2008年). 2013年1月19日時点のオリジナルよりアーカイブ。2012年11月22日閲覧。
2. ↑  “BBC plans major new Austen drama”. BBC News (BBC). (2005年10月5日).  オリジナルの2008年1月16日時点におけるアーカイブ。 2012年11月21日閲覧。
3. ↑  Hill, Claire (2007年5月28日). “Davies does another novel sexing up and it's Jane Austen tweaked again”. Western Mail (Trinity Mirror).  オリジナルの2018年10月2日時点におけるアーカイブ。 2012年12月25日閲覧。
4. ↑  Conlan, Tara (2007年1月19日). “Davies turns up heat on Austen”. The Guardian (Guardian Media Group).  オリジナルの2013年9月21日時点におけるアーカイブ。 2012年12月18日閲覧。
5. 1 2  Chapman, Peter (2007年12月30日). “Andrew Davies”. The Independent (Independent Print Limited).  オリジナルの2013年1月25日時点におけるアーカイブ。 2012年7月30日閲覧。(要購読契約)
6. 1 2 3  “Filming begins on Andrew Davies's three-part adaptation of Austen's Sense And Sensibility”. BBC Press Office.   BBC (2007年4月13日). 2012年11月12日時点のオリジナルよりアーカイブ。2012年12月16日閲覧。
7. ↑  Rees, Jasper (2008年4月21日). “Hattie Morahan: 'I decided not to think about Emma Thompson'”. The Daily Telegraph.  オリジナルの2013年1月9日時点におけるアーカイブ。 2012年7月30日閲覧。
8. ↑  McMullen, Marion (2007年12月28日). “Andrew is making perfect sense; Warwickshire writer Andrew Davies brings viewers a blast from the past to welcome 2008”. Coventry Telegraph (Trinity Mirror) 2012年7月28日閲覧。(要購読契約)
9. ↑  Stevens, Dan. Video Interview with Dan Stevens (Edward). BBC Online. 2012年7月30日閲覧。
10. 1 2  Raphael, Amy (2007年6月16日). “From Sensibility to suburbia”. The Daily Telegraph.  オリジナルの2012年11月11日時点におけるアーカイブ。 2012年7月31日閲覧。
11. ↑  Rodgers, Georgina (2007年12月22日). “TV and radio: Youthful cast gets to the heart of the matter”. The Birmingham Post (Trinity Mirror).  オリジナルの2020年12月7日時点におけるアーカイブ。 2012年7月28日閲覧。(要購読契約)
12. ↑  McMullen, Marion (2007年4月18日). “Filming due to start on Austen drama”. Coventry Telegraph (Trinity Mirror).  オリジナルの2016年3月5日時点におけるアーカイブ。 2012年7月25日閲覧。
13. 1 2  Gammell, Caroline (2008年1月3日). “Sense and Sensibility cottage to be holiday hit”. The Daily Telegraph.  オリジナルの2011年4月8日時点におけるアーカイブ。 2012年7月26日閲覧。
14. ↑  Russell, Stephanie (2008年3月30日). “What's on Tonight”. The New York Times.  オリジナルの2016年3月5日時点におけるアーカイブ。 2012年11月21日閲覧。
15. ↑  Porter (2008年1月12日). “Sweet Jane: 'Complete Austen' Hits PBS”. Zap2it.   Tribune Media Services. 2011年10月30日時点のオリジナルよりアーカイブ。2012年11月22日閲覧。
16. ↑  Newsome, Brad (2008年6月26日). “Thursday – Pay TV”. The Age (Fairfax Media).  オリジナルの2020年12月7日時点におけるアーカイブ。 2012年11月18日閲覧。
17. ↑  “Sense & Sensibility 2008 (DVD)”. BBC Shop.   BBC. 2012年4月14日時点のオリジナルよりアーカイブ。2012年11月23日閲覧。
18. ↑  Germain (2008年4月10日). “DVD reviews: 'Will Be Blood,' 'Walk Hard'”. NBCNews.com.   NBCUniversal. 2013年1月29日時点のオリジナルよりアーカイブ。2012年11月23日閲覧。
19. 1 2  “BBC1 w/e 6 Jan 2008”.   Broadcasters' Audience Research Board. 2012年12月15日時点のオリジナルよりアーカイブ。2012年7月22日閲覧。
20. ↑  “BBC1 w/e 13 Jan 2008”.   Broadcasters' Audience Research Board. 2012年12月15日時点のオリジナルよりアーカイブ。2012年7月22日閲覧。
21. ↑  “Magnolias bloom in television's big night”. China Internet Information Center. (2008年6月16日).  オリジナルの2014年5月8日時点におけるアーカイブ。 2012年7月22日閲覧。
22. ↑  Douglas (2009年2月26日). “Shortlist for 35th BPG Television and Radio Awards”.   Broadcasting Press Guild. 2012年7月22日時点のオリジナルよりアーカイブ。2012年7月22日閲覧。
23. ↑  Stewart (2009年1月13日). “Costume designers unveil nominees”. Variety.   Reed Business Information. 2012年11月13日時点のオリジナルよりアーカイブ。2012年7月22日閲覧。
24. ↑  “Television Craft Awards Winners in 2009”.   British Academy of Film and Television Arts (2009年4月6日). 2014年7月3日時点のオリジナルよりアーカイブ。2012年7月22日閲覧。
25. ↑  “Emmy music contenders”. Variety.   Reed Business Information (2008年8月21日). 2012年7月22日閲覧。
26. ↑  “2008 Emmy scorecard”. Los Angeles Times. (2008年9月).  オリジナルの2012年7月17日時点におけるアーカイブ。 2012年7月22日閲覧。